# Храдчани
Храдчани (на чешки: Hradčany; на немски: Hradschin) е един от четирите исторически района на чешката столица Прага, който до 1784 г. е имал право на самоуправление, а след тази година с императорски указ влиза в състава на кралския град Прага. В Храдчани се намира крепостта Пражки град – замъкът на кралете на Бохемия, а днес резиденция на президента на Чехия.
Някогашната императорска резиденция Пражки град заедно с прилежащото към нея крепостно селище Храдчани са разположени на скалист хълм на левия бряг на река Вълтава. Етимологията на името Храдчани е свързана с чешката дума hrad – „замък“, „крепост“.
До началото на XIX в. на запад от Пражки град има гора, през която преминава път до Брженовския манастир, основан през X в., през Страховския манастир от XII в., и нататък водещ към северозападна Бохемия. Именно покрай този път недалеч от Пражки град на мястото на днешния Храдчански площад съществувало старо селище, на което около 1333 г. бургграфът на Пражки град дава статут на град. По този начин Храдчани се превръща в третото и най-малко от пражките градчета след Старе место и Мала страна. До края на XVI в. Храдчани е на пряко подчинение на бургграфа на Бохемското кралство и представлява пазарно тържище със само две улици. Чак през 1598 г. император Рудолф II му присъжда статут на кралски град.
През 1420 г. селището пострадва при хуситските войни, а през 1541 г. изгаря напълно заедно с Пражки град. След този пожар църквата и аристократите започват да изкупуват земята около площада и да строят църкви и дворци в ренесансов стил. Приблизително от този период (1588 г.) е и сградата на градския съвет.
До първата половина на XVIII в. Храдчани и Пражки град остават отделени един от друг от дълбок ров с подвижен мост. През 1784 г. император Йозеф II с реформа обединява Храдчани заедно с още три градчета в един общ кралски град – Прага. В днешно време Храдчани е квартал на Прага, влизащ в състава на административен район Прага 1 и Прага 6. В квартала се намира и известната „Златна уличка“, водеща към замъка, на която в миналото е имало работилници на майстори златари и други занаятчии, а днес там се редуват множество ателиета, магазинчета за сувенири и заведения.